# Yves Rossy

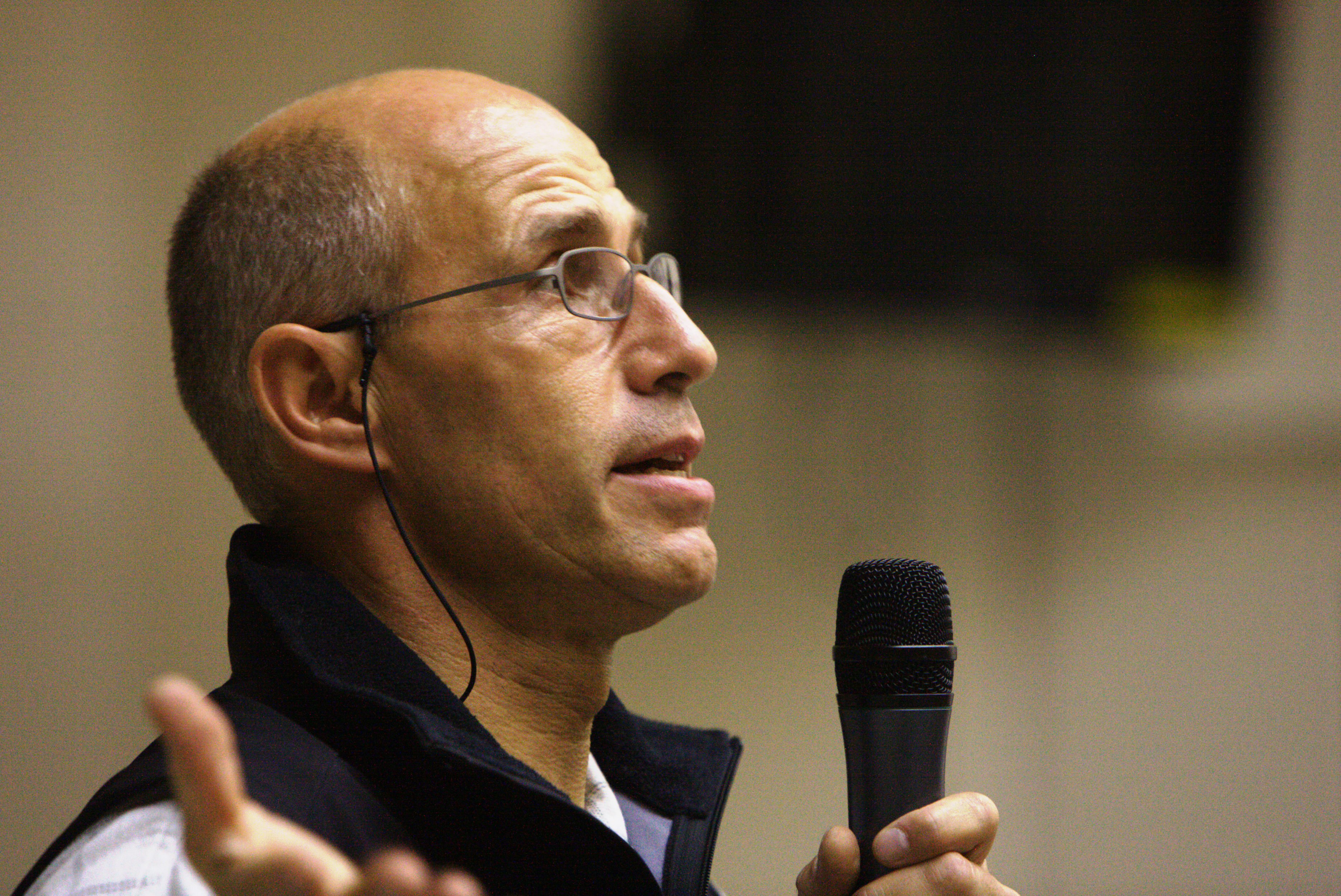

Yves Rossy (ur. 27 sierpnia 1959) – szwajcarski pilot wojskowy, pierwszy człowiek, który przeleciał nad kanałem La Manche mając przymocowane do ciała skrzydła własnej konstrukcji.
Yves Rossy przelatał ponad tysiąc godzin na samolotach Mirage III.
W dniu 25 listopada 2009 roku, dokładnie o godzinie 15:08, wyskoczył z samolotu nad krawędzią Maroka, mając przymocowane skrzydła z napędem rakietowym. Masa skrzydeł to 60 kg. Celem przelotu była Hiszpania. Miał w 13 minut przelecieć 40 km nad Atlantykiem z Maroka do Hiszpanii. Wyczyn nie powiódł się – przeleciał nieco ponad pół trasy. Nic mu się nie stało. Wyłowiony został o 15:36.
Moment wyskoku z samolotu jak i cała transmisja była pokazywana na żywo w TVN24.